# Öl für die Lampen Chinas
Öl für die Lampen Chinas ist ein US-amerikanisches Filmdrama aus dem Jahr 1935 von Mervyn LeRoy mit Pat O’Brien und Josephine Hutchinson in den Hauptrollen. Der Film wurde von First National und Warner Bros. produziert und basiert auf dem Roman Petroleum für die Lampen Chinas von Alice Tisdale Hobart.

## Handlung
Stephen Chase ist bei einer großen Ölgesellschaft angestellt, die vorgibt, dass sie immer auf ihre eigenen Leute aufpasst. Die Firma schickt Stephen in die Mandschurei, wo er seine dreijährige Ausbildung mit der Erfindung einer Lampe beendet, die billig Kerosin verbrennt. Nachdem er der Firma vorgeschlagen hat, seine Lampen kostenlos an die Chinesen abzugeben, um sie zum Kauf von Öl zu bewegen, erhält er von seinem Chef die Erlaubnis zu heiraten und reist nach Yokohama, wo er seine Verlobte treffen soll. Kurz bevor ihr Boot anlegen soll, erhält Stephen jedoch ein Telegramm von seiner Verlobten, in dem die Hochzeit abgesagt wird. Verzweifelt trinkt er etwas in der Hotelbar, wo er ein Gespräch mit einer Frau beginnt, die allein ist. Als Stephen erfährt, dass die Frau, Hester Adams, mit ihrem Vater durch den Orient gereist war, bis er an Bord des Schiffes starb, bittet er sie, mit ihm zu Abend zu essen. Nachdem er erklärt hat, dass es wichtig ist, in China das Gesicht zu wahren, sagt er Hester, dass alle erwarten, dass er mit einer Frau zurückkommt, und schlägt vor, dass sie eine Partnerschaft eingehen, in der sie ihn heiratet und er sich um sie kümmert. Nach einigem Überlegen stimmt sie zu.
Nach ihrer Ankunft in China ist Hester entschlossen, ihren ehelichen Pflichten nachzukommen, obwohl sie und Stephen sich ihrer Gefühle füreinander nicht sicher sind. Der Chef teilt Stephen unterdessen mit, dass die Firma die von ihm erfundene Lampe ausliefert, dass aber ein anderer Mitarbeiter die Anerkennung für die Erfindung erhält. Weitere schlechte Nachrichten folgen, als der Chef Selbstmord begeht, nachdem er durch einen jüngeren Mann ersetzt wurde. Zum ersten Mal hat Stephen das Gefühl, dass die Firma ungerecht und unfair ist. Als Hester ihn tröstet, erkennen sie und Stephen, dass sie sich ineinander verliebt haben. Der neue Chef, McCarger, beordert Stephen zu einem Posten nahe der sibirischen Grenze. Er versucht, die Versetzung abzulehnen, weil Hester ein Baby erwartet, doch McCarger bleibt hart. Da sie das Gefühl hat, dass ihr Platz bei Stephen ist, besteht Hester darauf, ihn zu begleiten.
Während Hester in den Wehen liegt, fängt eine der Ölquellen Feuer. Stephen muss seine Frau in der Obhut des Arztes Dr. Jorgen zurücklassen. Als er zurückkommt, findet er das Baby tot vor. Hester macht ihn für den Tod des Kindes verantwortlich und verfällt in eine tiefe Depression. Stephen wird angewiesen, sich in Shanghai zu melden, um zu erklären, warum er während des Feuers bestimmte Maßnahmen ergriffen hat, ohne sie vorher mit der Firma abzustimmen. Er wird gerügt und findet bei seiner Rückkehr Hester wieder mit ihrem Leben versöhnt vor. Stephen wird nach Südchina versetzt, wo das Paar sich mit Don und Alice anfreundet, deren kleiner Sohn Bunsy bald den Platz ihres eigenen Kindes in Hesters Herzen einnimmt. Da die Verkäufe aufgrund von Dürre und Cholera zurückgehen, nehmen Stephen und Don die Verkäufe selbst vor. Während sie weg sind, erkrankt Bunsy an Cholera und wird von Hester gesund gepflegt. Der Anführer der chinesischen Gemeinde mag Don nicht und sagt Stephen, dass sie ihren Vertrag nur verlängern werden, wenn Don gefeuert wird. Hester fleht ihren Mann an, seinen besten Freund nicht zu entlassen, doch Stephen wirft ein, dass seine Arbeit seine Identität sei und er sie nicht wegwerfen könne.
Die Firma schickt McCarger zu Stephen, und gemeinsam stellen sie sich einer neuen Bedrohung durch die kommunistischen Rebellen. Die Rebellen verlangen das gesamte Geld im Tresor der Firma. Stephen willigt ein, ihnen das Geld zu geben, wenn sie Hester zuerst an Bord eines Bootes lassen. Sobald Hester an Bord ist, versuchen Stephen und McCarger mit dem Geld durch einen Sumpf zu fliehen. McCarger wird getötet und Stephen verletzt. Trotzdem kann er das Geld für die Firma sichern. Während er sich im Krankenhaus erholt, wird Stephen gebeten, die Leitung der Firma im Orient zu übernehmen. Als er wieder gesund ist, erfährt er jedoch, dass Bill Kendall an seiner Stelle ernannt wurde, weil die Firma der Meinung war, dass Stephen nicht fortschrittlich genug sei. Stephen ist entschlossen, an der Firma festzuhalten, bis er seine Pension erhalten kann, und arbeitet weiterhin als Angestellter. Wütend informiert Hester das Unternehmen, dass Stephen das Patent auf die Lampe besitzt, die er erfunden hat, und dass sie auf Lizenzgebühren klagen wird, wenn sie ihm nicht wieder eine gute Position verschaffen. Schließlich reagiert das Unternehmen, und Stephen ist überzeugt, dass das Unternehmen sich tatsächlich um seine eigenen Leute kümmert.

## Hintergrund
Gedreht wurde der Film vom 28. Januar bis zum 18. März 1935.
Laut einer Pressemeldung wurde Franchot Tone ursprünglich Hauptrolle zugewiesen. Eine weitere Meldung besagte, dass Szenen für den Film in der Mojave-Wüste gedreht wurden.
Es wurde berichtet, dass Robert Florey nach China geschickt wurde, um Hintergrundaufnahmen für diesen und andere Filme mit chinesischer Kulisse zu machen, die das Studio produzieren wollte. Laut modernen Quellen verbrachte Florey drei Wochen in China, um Hintergründe für eine Reihe von Projekten zu drehen, von denen nur „Oil for the Lamps of China“ tatsächlich produziert wurde. Der Produktionschef riet Florey und seinen Kameraleuten Fred Jackman und George Krainukov, im Geheimen zu arbeiten. Auf diese Weise konnten sie 20.000 Fuß Film (fast 6.100 Filmmeter, ca. 3:42 h Filmmaterial) aus China schmuggeln, ohne ihn der Zensur zu unterziehen oder offizielle Gebühren zu zahlen. Moderne Quellen weisen darauf hin, dass Florey für seine Arbeit nichts bezahlt bekam, da sie als zu realistisch beurteilt wurde, um verwendet zu werden.
Yi-seng S. Kiang, der Kulturattaché der chinesischen Regierung in Los Angeles, unterzog den Film einer Prüfung. Die Hauptkritikpunkte der chinesischen Regierung waren Bürgerkriegsszenen, Füßebinden, das Tragen von Zöpfen, Konkubinat, Opiumrauchen, Aberglaube und die Verwendung der Wörter „Chinaman“ und „Chink“. Auch Hintergrundaufnahmen wurden sorgfältig geprüft.
Robert M. Haas oblag die künstlerische Leitung. Orry-Kelly war für das Kostümbild zuständig. Carl Guthrie arbeitete als Kameraführer. Musikalischer Direktor war Leo F. Forbstein.

## Veröffentlichung
Die Premiere des Films fand am 5. Juni 1935 in New York statt. In der Bundesrepublik Deutschland wurde er am 24. November 1962 im deutschen Fernsehen ausgestrahlt.

## Kritiken
Andre Sennwald von der The New York Times beschrieb den Film als eine der lebhaftesten Zaudereien. Während der Roman die unpersönliche Rücksichtslosigkeit eines großen Ölkonzerns beschreibe, werde der Film zu einem verwirrten Versuch, dem Unternehmen für seine väterliche und liebevolle Haltung gegenüber den Männern zu applaudieren, die ihr Leben in seinen Dienst stellen. Während der Roman von der Sinnlosigkeit des Versuchs erzähle, den Orient im Sinne der westlichen Zivilisation neu zu gestalten, versuche der Film, eine glühende Hommage an die Ölgesellschaft und ihren hochgesteckten Kreuzzug zu sein, um den chinesischen Barbaren Licht zu bringen. Der Film gehe noch weiter. Er stelle die chinesische kommunistische Bewegung nicht als den Kampf eines tragischen Volkes dar, das einen Weg aus seiner Erniedrigung finden wolle, sondern als gefräßiges Gangstertum, das Organisationen ausbeute, die in ihren Beziehungen zu den chinesischen Massen für Ehre und Anstand stehen. Das Tragische bestehe darin, dass großartige schauspielerische und technische Fähigkeiten nicht für eine ehrliche Verfilmung von Mrs. Hobarts Roman verwendet werden konnten.
Die Variety bemängelte, dass durch die filmischen Freiheiten die Romanvorlage zu einer abgehackten, langen und manchmal verworrenen Geschichte entwickelt wurde.
Das Lexikon des internationalen Films schrieb: „Effektvolle Verfilmung eines Bestsellers aus den 30er Jahren, hervorragend inszeniert und gespielt.“